# T-BE5A高級教練機
T-BE5A勇鷹（T-BE5A Brave Eagle），是目前全球正在服役中的7款第五代高級噴射教練機（Fifth-Generation Advanced Jet Trainer）之一。中華民國空軍汰換自1984年開始服役的AT-3高級教練機與執行部訓機（Lead-in Fighter Trainer，LIFT）任務的F-5E/F戰鬥機；此外，勇鷹也能在「平戰轉換」的需求下，轉換為攻擊機的角色，執行防衛作戰的任務。由中華民國所研發，開發時期的代號曾包括：XAT-5、AT-5、XT-5、T-5等。

## 歷史

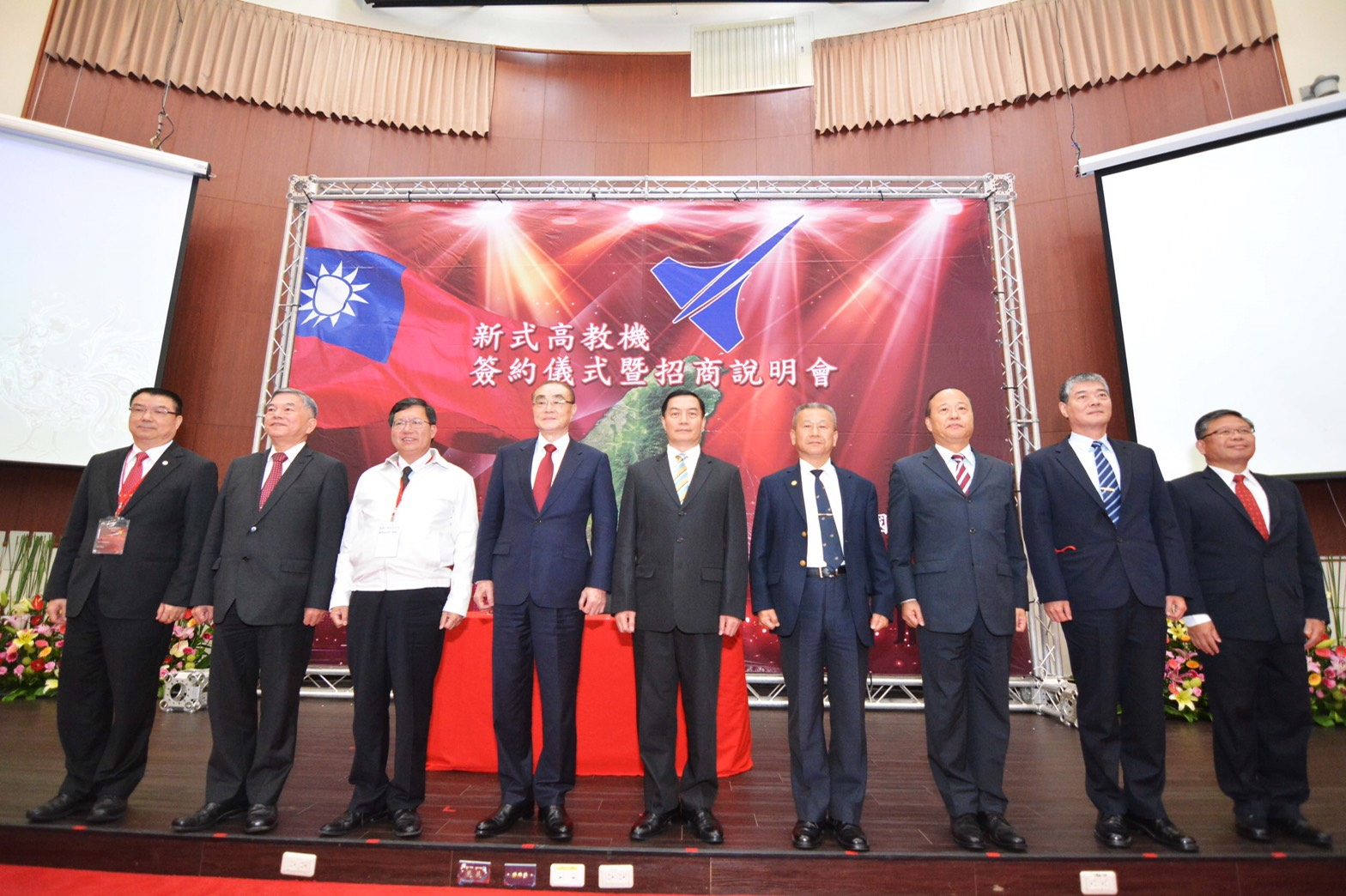
中科院與漢翔高教機簽約儀式

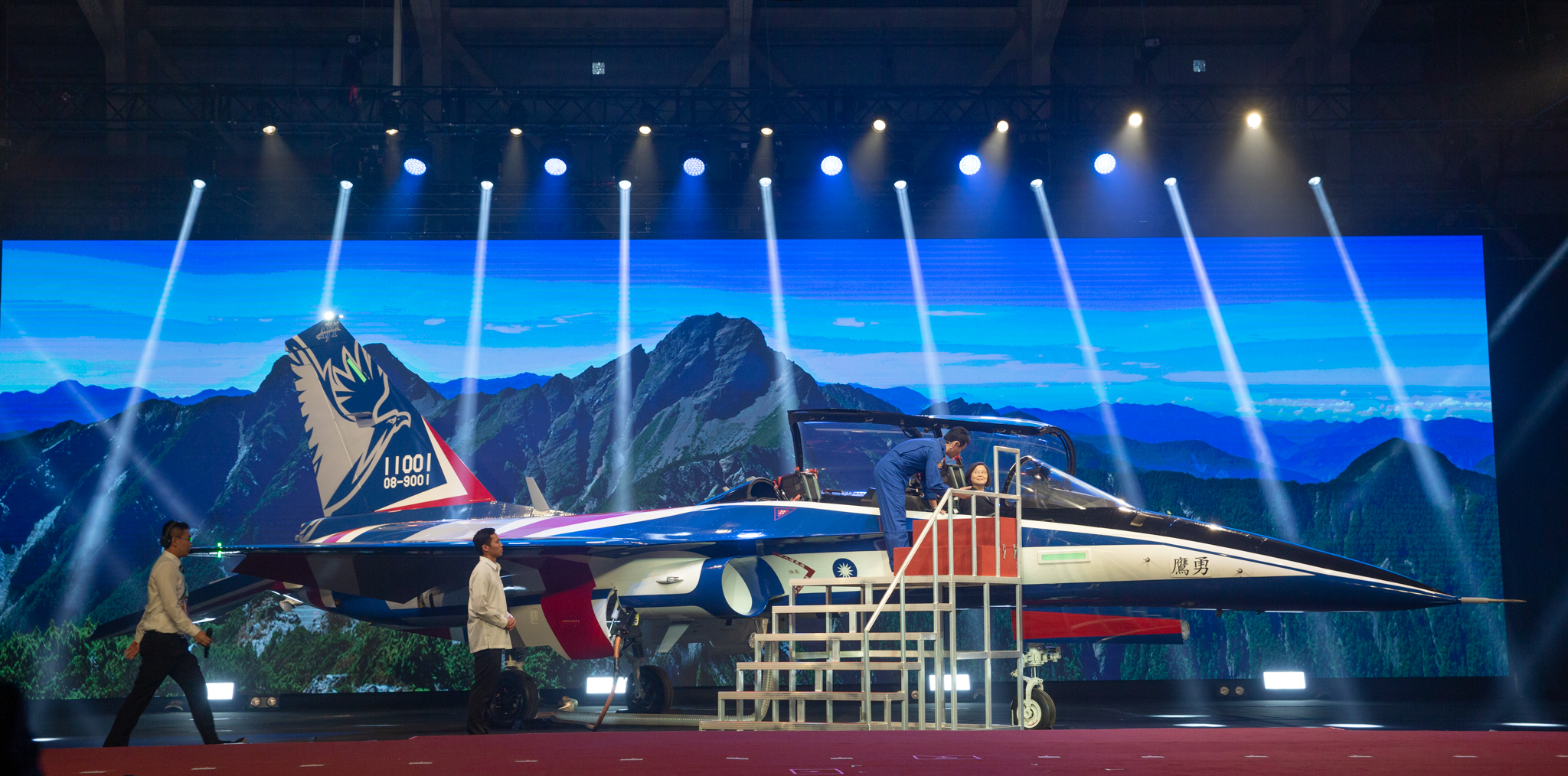
首架原型機出廠典禮

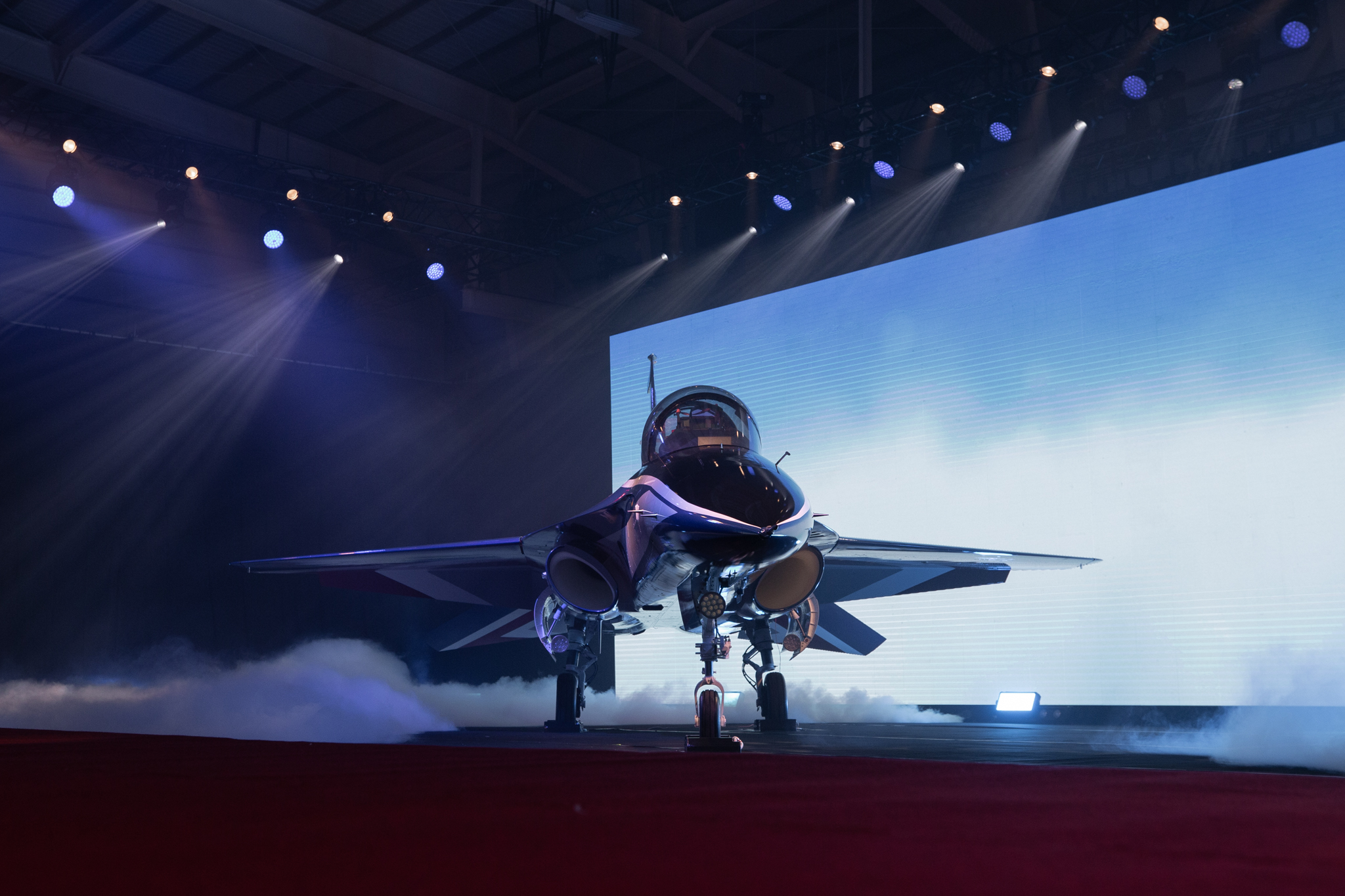
T-BE5A教練機A1試驗機

高級噴射教練機計劃始於2000年代初，當時中華民國空軍正在尋求用66架新式高教機取代老舊的AT-3高教機和擔任部訓機的F-5戰鬥機。專案分為「國機國造」與「洋機國造」兩部分，在「國機國造」的部分，漢翔航空工業股份有限公司，計劃以具有F-CK-1的高攻角氣動布局為構型所重新設計的XAT-5，還有以AT-3為基礎進行性能提升的AT-3 MAX等兩款當時尚處於概念設計階段的高教機參與競標；在「洋機國造」的部分有義大利阿萊尼亞·馬基航空的M 346，另外韓國航空宇宙產業也積極的以T-50教練機來爭取這項高達66架新式高教機採購案的大訂單。
2008年2月19日，中央社報導漢翔航空向阿萊尼亞·馬基航空探詢以M-346為基礎合作的可能性。
2009年2月4日，時任阿萊尼亞·馬基航空CEO卡梅隆·科森蒂诺（Carmelo Cosentino）等3人訪問漢翔航空洽談合作事宜。
2014年，漢翔航空與阿萊尼亞·馬基航空簽署了1項諒解備忘錄，以便在臺灣組裝M-346。
2015年6月12日，進行由中華民國國防部空軍司令部舉辦的高教機國際標廠商說明會，並公開徵求廠商提出商情資料，包括漢翔航空、阿萊尼亞·馬基航空及韓國航空宇宙產業都送出了商情資料；8月13日，2015台北國際航太暨國防工業展上，漢翔攤位除了首度公開展示XAT-5、AT-3 MAX高級教練機縮尺模型外，也同時展示了M-346縮尺模型及照片，阿萊尼亞·馬基航空亦派出多位代表與會。馬英九政府原先的「國機國造」政策是傾向與阿萊尼亞·馬基航空合作生産M-346；但蔡英文政府上任後，決定「國機國造、自研自製」新式高教機──T-5，2016年起，在國防自主的政策主導下，推動「國機國造」計畫，航空所開始研製新式高教機。
2017年2月7日，中華民國國防部與國家中山科學研究院和漢翔航空工業股份有限公司共同舉行「新式高教機委製協議書暨合作備忘錄簽署啟動典禮」，宣示「國機國造」正式啟動；同年4月25日國家中山科學研究院與漢翔航空工業股份有限公司舉行「新式高教機簽約儀式」，以委製的方式由國家中山科學研究院負責構型設計，而國家中山科學研究院再以主合約商的方式，委託漢翔公司生產66架T-5高教機，總經費為686.4億元新臺幣（約23.4億美元）。
2018年3月，完成關鍵設計審查（Critical Design Review，CDR），並規劃將生產4架原型測試機，包含飛行測試用的A1及A2機，以及2架結構測試機T1及T2機、首架原型機A1自6月1日開始上架組裝。11月27日，中華民國空軍舉辦「新式高教機-你我來命名」（原名為「藍鵲」）網路票選活動，10大票選名稱計有「鵬翔、雲翔、勇鷹、雲鵲、御鷹、育隼、鵬展、騰翔、翔燕、鵬舉」，最後由「勇鷹」獲得最高票。
2019年6月，媒體報導英國Meggitt PLC公司開始交付起落架系統，包括主輪、剎車片等部件。9月24日於漢翔公司臺中沙鹿廠區舉行勇鷹高級教練機出廠典禮，首次公開由許良啟先生設計的勇鷹高級教練機塗裝，並由時任中華民國總統兼三軍統帥蔡英文正式掛牌命名為「勇鷹」（Brave Eagle）。
2020年5月，勇鷹高教機專案完成首飛備便審查，6月2日上午9點首度實施跑道「滾行測試」，中華民國空軍又稱「試滑」。6月10日上午9點34分首飛，編號11001的勇鷹高教機首次離地升空，在此前9點10分左右編號1601的經國戰機隨伴機先行起飛繞行一圈，後座教官並持錄影機進行記錄。勇鷹高教機起飛後，以全程不收起落架的方式，繞行清泉崗基地周圍空域，後於9點50分落地完成首次飛行任務。6月22日，編號11001的T-5勇鷹高教機原型機在臺中清泉崗基地舉行「新式高教機首飛展示」活動，由中華民國總統蔡英文親臨校閱，上午9點20分離地起飛，9點32分落地，飛行12分鐘，飛行科目包括地面滑行、高速滾行升空、空中飛行測試、五邊進場、保持最佳進場姿態落地。新式高教機試飛成功落地。12月25日，編號11002的T-5勇鷹高教機原型機試飛成功。
2021年11月，中華民國軍方規畫的勇鷹交機進度，2021年底2架交給空軍，2022年交8架、2023年17架、2024年18架、2025年18架、2026年3架。並計畫在2026年6月完成66架交機工作，以及將交付26套地面輔助訓練系統（Ground Based Training System，GBTS），包含16套任務計畫系統、3套基本飛行模擬器、1套全功能飛行模擬器、1套地面即時監控系統及1套飛行訓練管理系統。11月12日，漢翔公司宣布，勇鷹高教機首批空軍種子教官完成第一階段訓練，勇鷹機也正式定名為T-BE5A教練機。11月29日，首架量產型「勇鷹」高教機正式交付空軍，當天將由清泉崗基地起飛，並由空軍第三聯隊的經國號伴飛，飛抵台東志航空軍基地，在志航基地簽署交機文件，並交付七聯隊換裝訓練。2024年由於疫情影響航太供應鏈，原定18架僅交機11架。於2025年4月2日完成進度。
2022年5月，空軍司令部指出，第一梯次新式高教機教官換訓工作已經展開，由空軍副司令孫連勝中將主持，第1梯次教官換訓開訓典禮暨視導整備情況。
2025年3月，空軍於立院委員會答詢時，首度揭露勇鷹高教機維保成本為每小時17萬元。另外「座艙比」（指一架飛機駕駛座位須編設的飛行人力），空軍參謀長王德揚中將13日在答詢時提到1:1.33這個數字。

## 設計
- 總工程師：孫光明先生

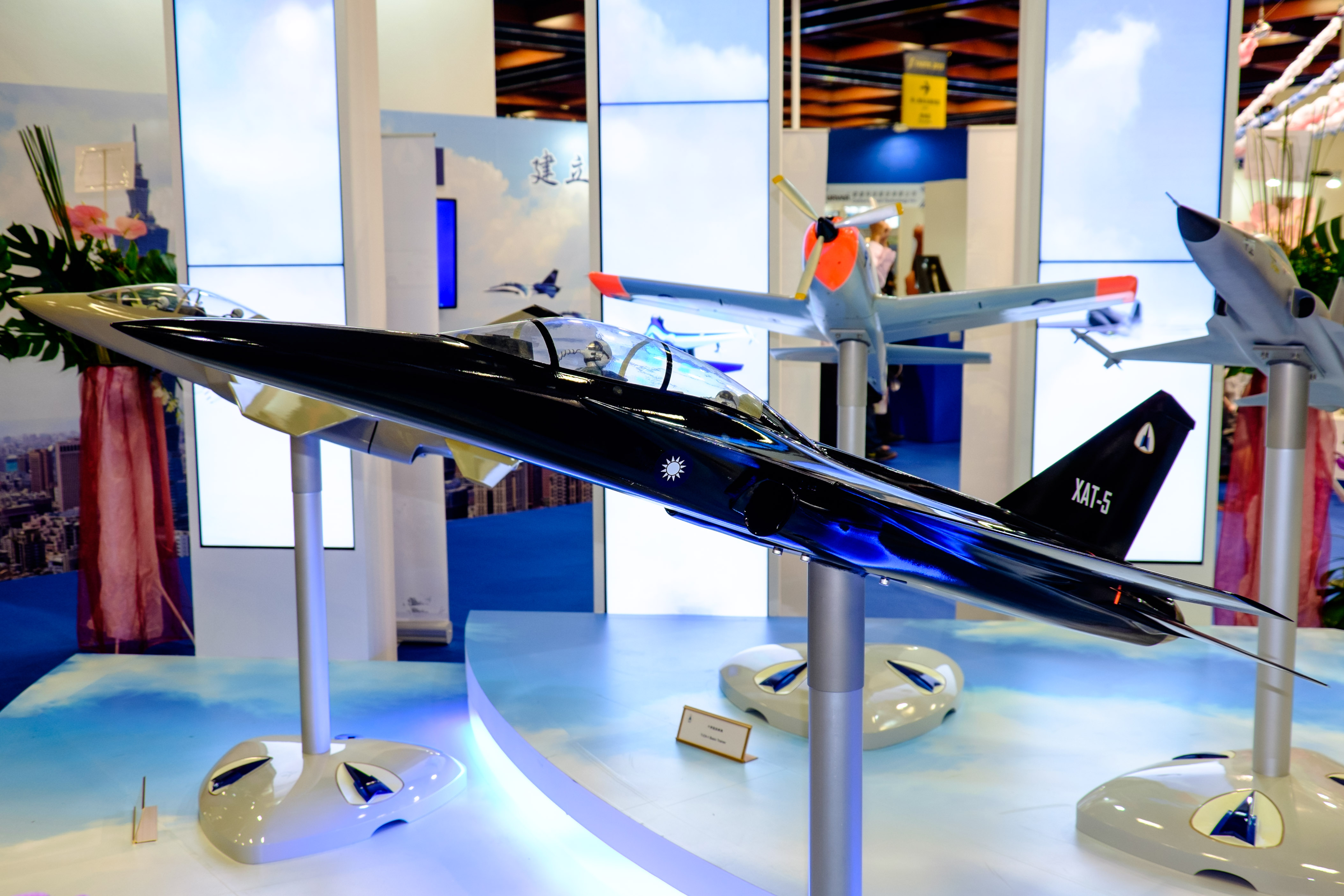
早期T-BE5A教練機模型

勇鷹的基本設計概念，是第五代高級噴射教練機的設計哲學，著重低操作成本、彈性模擬不同機種、以及較長的機體壽命等。
T-BE5A在概念設計階段曾規劃多種構型，以F-CK-1研改最具優勢，可縮短飛訓時程並有效降低後勤及維修成本；且可藉零組件之高共通性及相同的整體後勤體制，解決消失性商源及後勤補保等問題。
由於空軍將勇鷹的功能與定位，要求必須兼具高級教練機及部隊訓練機的功能與性能，所以勇鷹服役之後，中華民國空軍飛行員的訓練將自3階段3機種精簡為3階段2機種，因此，勇鷹的畫面顯示及難易程度可切換，用以擔負高教機及部訓機的雙重角色，也由於部訓機必須執行機炮射擊、炸彈對地炸射等戰術訓練，甚至是執行空對空、空對海飛彈的射擊訓練，因此，機上必然會保留相關武器設施的空間與必要時進行的系統擴充空間，以便於隨時可因應任務需要，而轉換為具作戰能力的戰機。
T-BE5A從外型設計分析、風洞吹試、藍圖繪製、結構測試、地面整合測試、飛試驗證、部分系統件開發、生產製造組裝、地面輔助訓練系統到整體後勤支援系統等，皆由中華民國自主完成，飛控、航電軟體都是100%自行研製，超過100萬行的軟體程式也是自行撰寫。
T-BE5A內部包括座艙、軟體、電子零件都是全新設計，發動機則是採用中華民國財團法人國防工業發展基金會、漢翔與美國漢威聯合合資成立的國際渦輪引擎公司生產之F124-200TW渦輪扇發動機，因此後機身配合新式發動機及相關附件外型而重新設計。
T-BE5A勇鷹的自製率達55%，漢翔公司總經理馬萬鈞稱：「在全世界的教練機中應該是最高的」。
T-BE5A也是漢翔走入數位化生產的新里程碑，在運用虛實整合、數位分身等創新技術下，相較於30年前研發F-CK-1時耗費了10年，T-BE5A從研發到生產已大幅縮短至3年多即可完成。此外，更藉此將過去經驗透過數位平台提升現有技術能量，從過去需委託500多位顧問與工程師協同研發，直至今日已完全自主掌握研發技術，工程師人數也只需以往的3分之1。
漢翔研發長吳天勝指出，現在漢翔從初始的研發設計、分析到製造、組裝、維修等生產階段，都是在共同的數位平台下以協同模式作業，包括驗證與調適也都在同一個模擬環境下執行，這樣一來任何環節一旦出現問題，都可以快速釐清並修正，也大幅縮短Lead time，T-BE5A教練機就是在此生產模式下達到3年出廠的效果。

### 機體
T-BE5A以F-CK-1戰鬥機為基礎發展，外型承襲F-CK-1D雙座型的低阻力及高攻角的氣動力特性，兩者外觀雖相近，但T-5全機有超過80%更新，而結構也經過重新設計布局；且將全機複合材料使用比率提高到30%，以減輕機體重量，提升飛行性能、以及有助於機體使用壽命的延長；且相關技術在最近三到四年才習得，因此部分技術比F-CK-1更加先進。
配合高教機的需求，T-5改變原F-CK-1的機翼剖面設計，將機翼厚度由4%增加到5%；連接機翼的中段機身也略增厚，並利用後機身空間增大減速板面積，以強化落地滑行的穩定性，進而降低進場速度，並增加低速飛行的穩定性，可使準飛官迅速掌握基本飛行技術，與軍機飛行員基本作戰能力，並符合空軍所定之高教機性能規範需求；機翼部分更新設計翼尖整流罩，以降低翼尖渦流阻力；另外機身模線配合增高以增加內燃油承載量，可延長滯空時間並增加航程；主輪輪距起落架外擴加大，以強化地面滑行及降落時的穩定性，以利低速進場降落。

### 電子

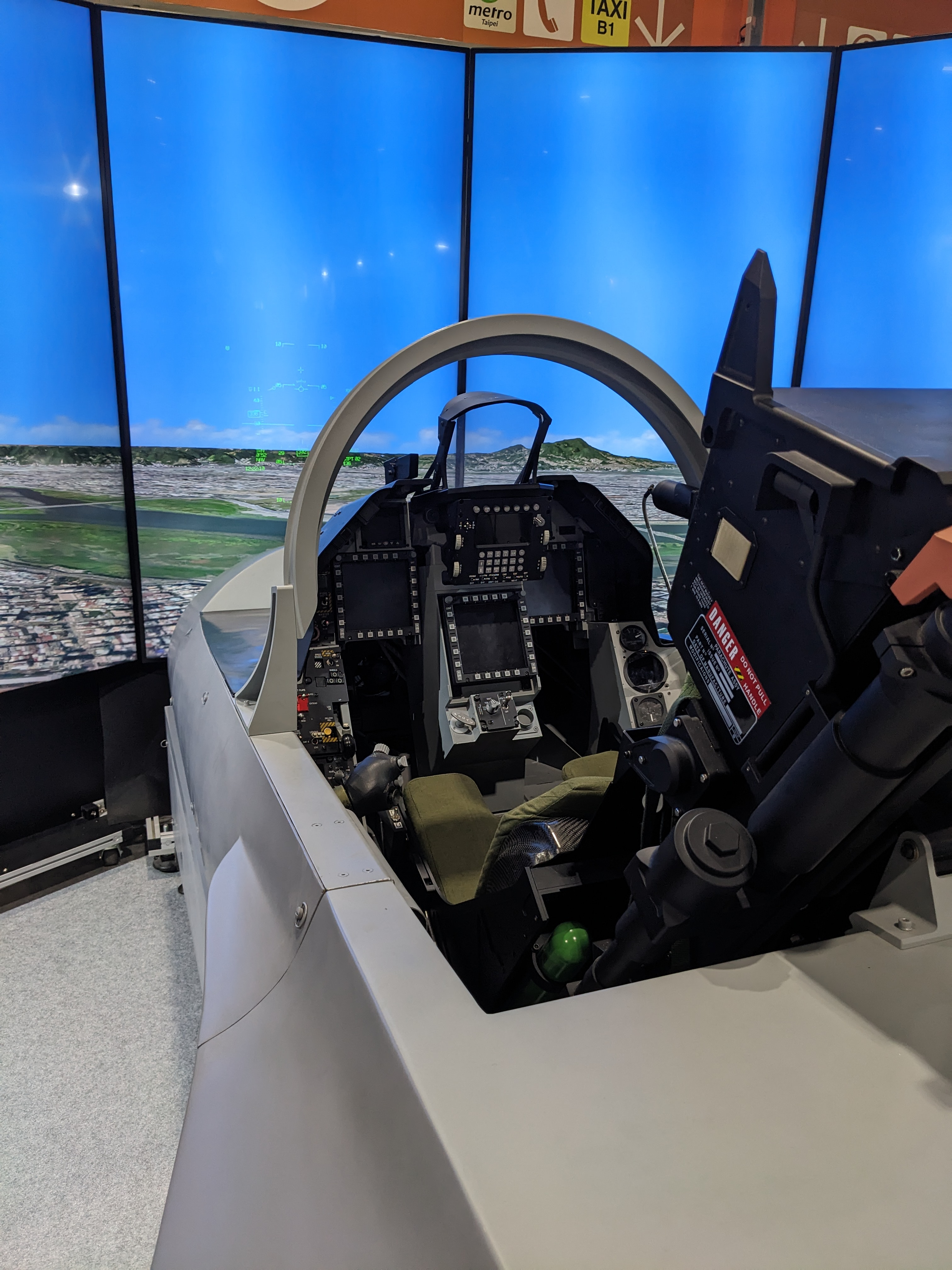
T-BE5A模擬器座艙

T-BE5A教練機除導入全玻璃駕駛艙外，飛操軟體、機電整合的機構採可程式化調校模式，得以模擬不同機種的飛行特性與戰術特性，因此可結合空軍部訓機的需求。
數位化飛控系統及多項航電儀表裝備為自行研產或合作生產，飛行控制軟體及航電軟體皆自行研改及維護，可確保日後軟硬體精進及變更能力。
T-BE5A也首度採用地面輔助訓練系統，此系統運用虛擬與資料鏈技術甚至可滿足機種轉換的前期訓練，而這也是地面輔助訓練系統首度與中華民國產製的軍用航空器搭配使用，漢翔表示，包括各型客製化之飛行模擬器及後勤維護電腦輔助教學等系統之使用，將可有效節省實機操作維護成本；並提高訓練綜效。

## 服役國家
- 中華民國
  -  中華民國空軍

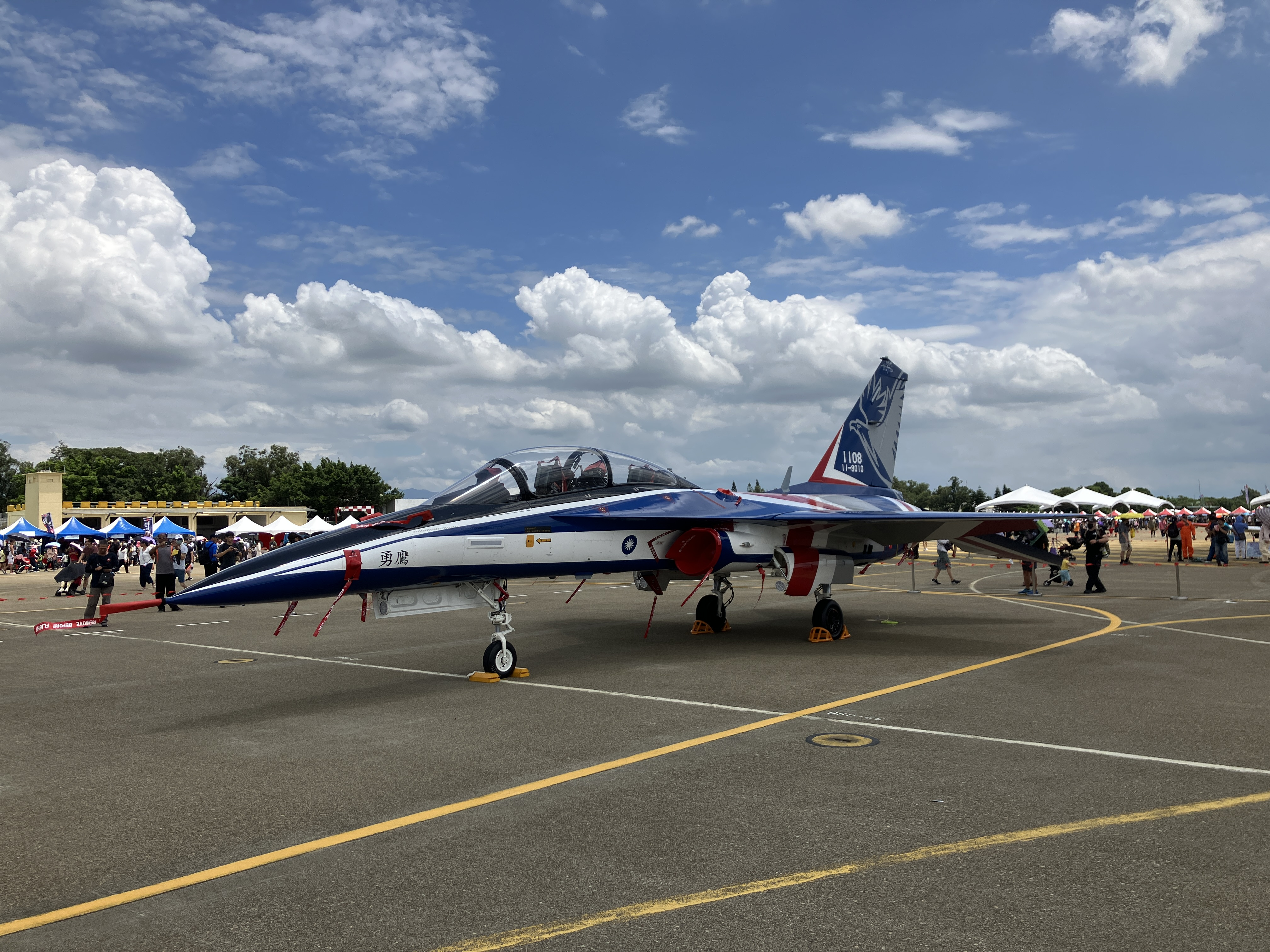
中華民國空軍T-BE-5(編號1108)勇鷹高教機

    - 空軍飛行訓練指揮部：66架T-BE5A勇鷹高教機於2026年全數交機[23]。

## T-BE5A規格

### 基本規格
- 飛行員：2名
- 長度：13.7 m（44.9 ft）
- 翼展：9.0 m（29.6 ft）
- 高度：4.6 m（15.1 ft）
- 發動機：2具國際渦輪引擎公司（International Turbine Engine Company，ITEC）／漢威聯合國際公司（Honeywell International）F124-200TW渦輪扇發動機，推力6,250磅（27.8KN)

### 性能
- 最大速度：1,030 km/h（0.84馬赫，640 mph）
- 巡航速度：1,013 km/h（0.83馬赫，629 mph）
- 航程：1,350 km（839 mi）
- 升限：13,000 m（42,651 ft）
- 爬升率：2,880 m/min（48 m/sec）（9,500 ft/min）

### 武裝
- 機砲：無
- 空對空飛彈：2枚AIM-9響尾蛇（Sidewinder） / 2枚天劍一型短程空對空飛彈
- 空對地飛彈：6枚AGM-65小牛（Maverick）空對地飛彈 / 2枚萬劍機場聯合遙攻武器
- 炸彈：9枚Mk 82 500磅低阻力通用炸彈、3枚Mk 83 1,000磅低阻力通用炸彈、3枚Mk 84 2,000磅低阻力通用炸彈、9枚MK20石眼式集束炸彈
- 火箭彈：九頭蛇70航空火箭彈

## 事故
- 2025年2月15日，台東飛訓部1架TBE-5A高級教練機（機號1130/序號13-9032，機體飛行時數183小時）上午8時38分起飛後雙發動機失效，在台東都蘭外海墜落，飛官林瑋少校跳傘獲救[24]。

## 世界各國與「勇鷹」同屬第五代高級噴射教練機的機型
- L15獵鷹── 中华人民共和国
- T-50金鷹── 大韓民國
- 噴射自由鳥── 土耳其
- Yak-130── 俄羅斯
- M346大師── 義大利
- T-7A紅鷹── 美国／ 瑞典

## 外部連結
- AIDC T-5 Yung Yin (Brave Eagle)（页面存档备份，存于）
- Fixed-Wing Taiwan unveils “Brave Eagle” AJT（页面存档备份，存于）